# Egg & Egli

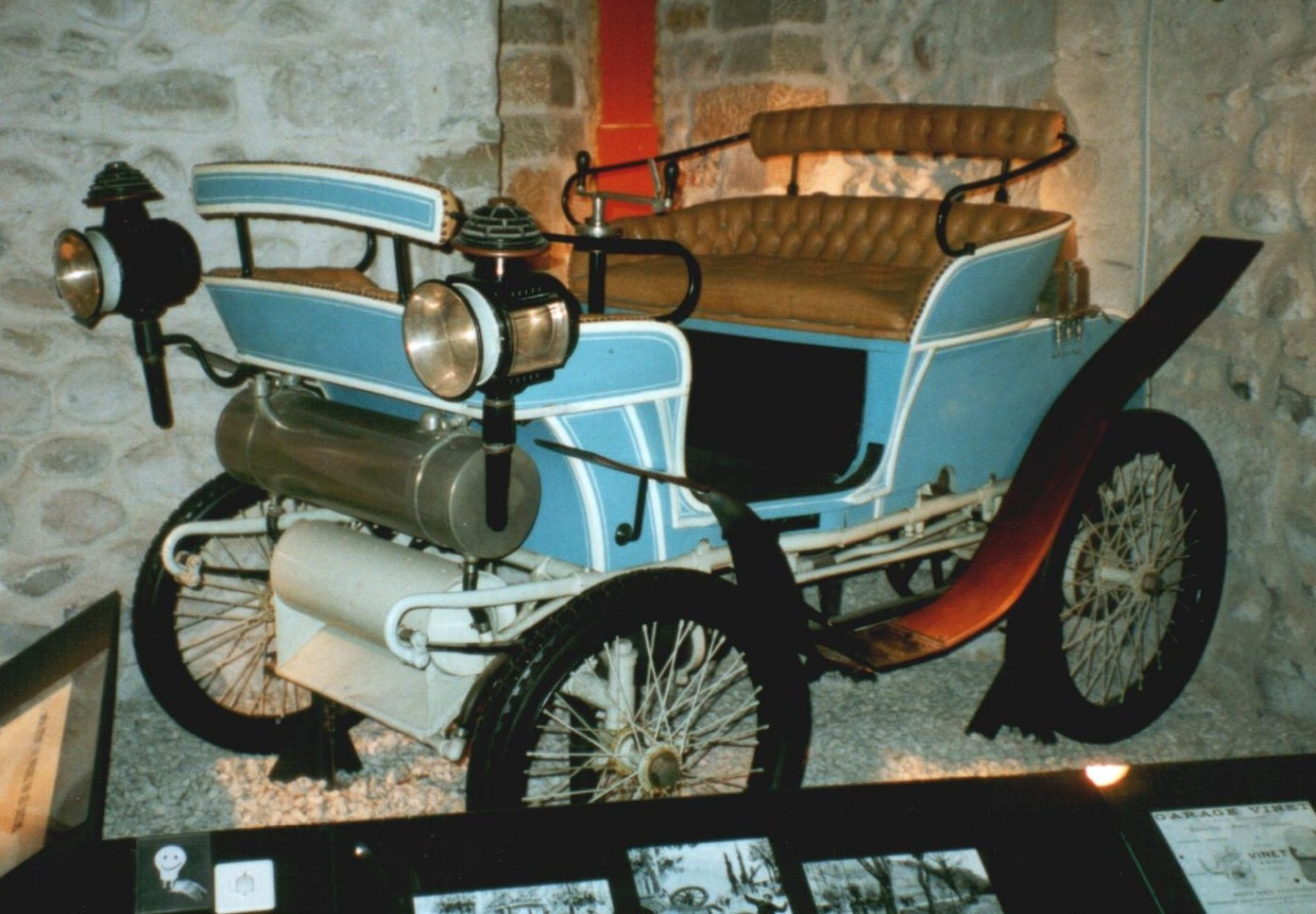
Egg & Egli del 1899

Egg & Egli è stato un produttore svizzero di automobili, in attività dal 1896 al 1919.

## Storia dell'azienda
La Automobilfabrik Zürich Egg & Egli fu fondata a Zurigo nel 1896 dal costruttore Rudolf Egg e il suo consocio Egli, un banchiere. Nel 1904 la produzione sotto il nome Egg & Egli terminò e Rudolf Egg lasciò l'azienda per fondarne una nuova, la Excelsior, continuando a produrre automobili. Successivamente passò anche alla costruzione dei primi aerei svizzeri. A causa di problemi finanziari, la produzione cessò definitivamente nel 1919.

## Vetture
Rudolf Egg costruì la sua prima macchina nel 1893 per sé stesso, nel 1896 cominciò la produzione in serie. Era una macchina a tre ruote, con la ruota singola posta in posizione posteriore. Aveva un motore con un cilindro di De Dion-Bouton che produceva tre cavalli vapore. Nel 1899 s'interruppe la produzione di questa vettura a tre ruote. Dal 1899 al 1904 sono stati prodotti alcuni esemplari di una macchina a quattro ruote con motore posteriore.
Una Egg del 1895 è esposta nel castello di Grandson a Grandson. Questa vettura, costruita da Egg subito prima della società con Egli, era una quattro posti vis-à-vis con posto di guida posteriore a manubrio. Il motore era un Benz monocilindrico di 1991 cm³ con una potenza di 3 CV a 470 giri. I freni, a nastro, erano sulle sole ruote posteriori, con l'aggiunta di un sistema di blocco del differenziale tramite un dente sulla corona. Particolare e ingegnosa era la trasmissione, del tipo a variazione continua, comandata a cinghia e pulegge. Le pulegge erano accoppiate a un disco a fessure e scorrevano su due gabbie coniche in modo che il diametro potesse essere variato in modo reciproco, ovvero mentre uno aumentava l'altro diminuiva e viceversa. Il comando della tensione della cinghia era sul piantone del volante e ne consentiva l'allentamento totale per poter avviare la vettura. Questo sistema di trasmissione venne adottato anche dalla svizzera Weber che tra il 1899 e il 1906 produsse alcune vetture su licenza Egg & Egli.

## Macchine a tre ruote costruite su licenza
- Bächtold & Co, Steckborn nel 1898
- Rapid, Zurigo nel 1899.
- J. Weber & Co, Uster (vicino a Zurigo) dal 1899 al 1900.